# Punteo
El punteo es una técnica de ejecución de la guitarra donde se toca una melodía; se diferencia del acorde, en el que se pulsan o rasguean varias cuerdas simultáneamente formando una armonía, y del arpegio, en el que también, al igual que en el punteo, las cuerdas se pulsan de manera sucesiva, pero que a diferencia de este, una melodía solista, sino una base.
Normalmente se tocan acordes con un arpegio y melodías o bases con el punteo.

## Notación
En el sistema americano, el punteo se escribe respetando el orden en que se pulsa cada cuerda, e identificando cada cuerda con una letra y cada puente con un número.